# Prosentoria arrogans
Prosentoria arrogans är en insektsart som beskrevs av Brunner von Wattenwyl 1907. Prosentoria arrogans ingår i släktet Prosentoria och familjen Phasmatidae. Inga underarter finns listade i Catalogue of Life.